# Kiefer Ravena
Kiefer Isaac Crisologo Ravena (Iloilo, 27 ottobre 1993) è un cestista filippino.

## Carriera
Con le Filippine ha disputato i Campionati mondiali del 2019.